# Comitatul Van Wert, Ohio
Comitatul Van Wert este unul din cele 88 de comitate ale statului Ohio, Statele Unite ale Americii. Conform recensământului din anul 2000, populatia comitatului era de 10.690 de locuitori. Sediul acestui comitat este localitatea omonimă, Van Wert.

## Demografie
|  | Graficele sunt indisponibile din cauza unor probleme tehnice. Mai multe informații se găsesc la Phabricator și la wiki-ul MediaWiki. |

Date: Wikidata - grafică realizată de Wikipedia